# Bêta-Bisabolène
Le β-bisabolène est un sesquiterpène monocyclique qu'on trouve dans l'huile essentielle de cubèbe, l'origan ou encore le citron. Il s'agit d'un liquide incolore à l'odeur balsamique dont l'usage est autorisé dans l'Union européenne comme additif alimentaire. Avec les α- et γ-bisabolènes, le β-bisabolène est un métabolite de la biosynthèse de plusieurs composés biochimiques, dont l'hernandulcine, un édulcorant naturel présent dans l'herbe sucrée des Aztèques.